# Meadeův ledovec
Meadeův ledovec je malý ledovec v Kozích skalách, v americkém státě Washington. Nachází se na jižní straně vrcholku Gilbert Peak (2494 m) a teče z výšky 2300 metrů východním směrem do výšky 2000 metrů, kde končí.